# Маргарет Романс
Маргарет Романс (англ. Margaret Romans; нар. 16 березня 1912, Рига, Російська імперія) — канадська довгожителька латвійського походження, чий вік підтверджено Групою геронтологічних досліджень (GRG) та Групою LongeviQuest (LQ). Наразі вона є найстарішою відомою живою людиною в Канаді, а також найстарішою живою та найстарішою коли небудь людиною в історії латвійського походження. Вона є 13-ю найстарішою живою людиною у світі та 2-м найстарішим живим емігрантом у світі, після Ільзе Майнгаст, (яка на 2 дня старша за неї. Її вік становить 113 років, 136 днів.

## Біографія
Маргарет Романс народилася 16 березня 1912 року в Ригі, що тоді входила до складу Російської імперії. Вона навчалася у вищому навчальному закладі в Латвії на художника з кераміки.
Маргарет пам'ятає бомбардування на початку Другої світової війни. У 1941 році вона вийшла заміж за Генріха Романса, влаштувавши скромне весілля через окупацію Латвії Радянським Союзом. Дітей у пари не було.
Незабаром після весілля пара була змушена тікати з Латвії. Вони прожили в Німеччині кілька років, перш ніж емігрувати до Канади в 1947 році. Маргарет зауважила, що ландшафт Канади схожий на ландшафт Латвії.
Вона працювала викладачем малювання в YMCA, а її чоловік працював інженером. Маргарет підтримувала зв'язок зі своїми колишніми учнями протягом усього свого життя, а також навчала кілька поколінь їхніх сімей. Їй подобалося подорожувати та відвідувати такі місця, як Берлін та Париж.
У 2002 році Романс овдовіла і жила самостійно в Вестмаунті, Квебек, до 107 років, після чого переїхала в будинок для людей похилого віку Château Pierrefonds на Західному острові в Монреалі, де її кімната прикрашена власними витворами мистецтва.
Наразі вона живе Сент-Женев'єв, Монреаль, Квебек, Канада у віці 113 років, 136 днів.

## Рекорди довгожителя
- 8 квітня 2024 року, після смерті 112-річної Аннет Сабурен Брюне, вона стала найстарішою живою людиною у Квебеку.
- 3 січня 2025 року, після смерті 112-річної Хейзел Скьюс[10], вона стала найстарішою живою людиною в Канаді[11].